# Maxi Mounds

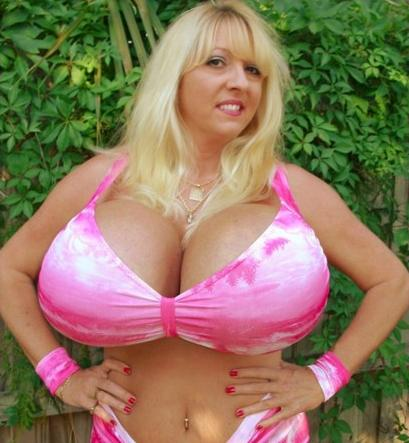
Maxi Mounds

Maxi Mounds (* 25. Oktober 1972) ist ein US-amerikanisches Nacktmodel, Stripperin, Autorin und gelegentliche Pornodarstellerin. Sie stammt aus der Gegend von Long Island, New York. Bekannt ist sie für ihre extrem großen Brustimplantate. Ihre Polypropylen-Brustimplantate reizen das Brustgewebe, was dazu führt, dass selbiges sich permanent weiter mit Lymphe füllt, womit die Brüste weiter „wachsen“. Mounds schreibt auf ihrer Website, dass jede ihrer Brüste neun Kilogramm wiege (Stand 2013).

## Karriere

### Pornofilme
Maxi Mounds war Darstellerin in einigen meist Softcore-Pornofilmen. Sie arbeitete oft mit Kayla Kleevage zusammen.

### Guinness-Rekord für die größten Brüste der Welt
Mounds steht im Guinness-Buch der Rekorde als Weltrekordlerin mit den größten durch Brustvergrößerung erstellten Brüsten („World’s Largest Augmented Breasts“). Sie selbst beantragte die Eintragung im August 2003, aber zu diesem Zeitpunkt bestand noch keine entsprechende Kategorie im Guinness-Buch. Nachdem diese eingerichtet worden war, kam es zur offiziellen Dokumentation des oberen Brustumfangs. Das entsprechende Zertifikat lautet:

„Maxi Mounds (USA) was measured at Sarasota, Florida, USA, on 4 February 2005 and found to have an under breast measurement of 142 cm (36 in) and an around chest-over-nipple measurement of 153.67 cm (60.5 in). She currently wears a US size 42M bra (UK 42J)“

„Maxi Mounds (USA) wurde am 4. Februar 2005 in Sarasota, Florida, USA vermessen. Dabei wurde eine Unterbrustbandgröße von 142 cm und ein Brustumfang von 153.67 cm vorgefunden. Zum Zeitpunkt der Messung trägt sie einen Büstenhalter der Größe 42M nach amerikanischem Maßsystem“

### Weitere Tätigkeiten
Mounds veröffentlichte ein Buch als Anleitung zum erotischen Tanz. Sie hatte Auftritte in Talkshows unter anderem bei The Jerry Springer Show, The Jenny Jones Show, Univision’s Cristina und MANswers in den Vereinigten Staaten. Berichtet wurde über sie auch im Fernsehprogramm von Japan, Deutschland, Großbritannien und in südamerikanischen Ländern.

## Filmografie

### Darstellerin
- Boob Cruise 2000 (2000)
- Busty Auditions 2 (2002)
- Maxi’s Home Videos 1 (2002)
- Maxi’s Home Videos 2 (2002)
- Maxi’s Home Videos 3 (2002)
- Boobs Ahoy (2003)
- Maxi – Private Dancer (2003)
- Max-Out (2003)
- Mega-Boob Olympics (2003)
- Monumental Mams (2003)
- On Stage With Maxi (2003)
- Phone Sex With Maxi (2003)
- Battle of the Huge Ones (2004)
- Big Boob Toy Story (2004)
- Maxi In Bondage (2004)
- Maxi: Wet And Wild (2004)
- Milking Of Minka (2004)
- Multi-O Maxi (2004)
- Battle of the Big Ones (2005)
- Big Boob Toy Story 2 (2005)
- Bound For Pleasure (2005)
- Maxi’s Lingerie Show (2005)
- Maxi’s Vegas Vacation (2005)
- Score Classics 2 (2005)
- Tit-Ans (2011)

### Regie
- Big Boob Toy Story (2004)
- Big Boob Toy Story 2 (2005)
- Bound For Pleasure (2005)
- Maxi – Private Dancer (2003)
- Maxi In Bondage (2004)
- Maxi: Wet And Wild (2004)
- Maxi’s Home Videos 1 (2002)
- Maxi’s Home Videos 2 (2002)
- Maxi’s Home Videos 3 (2002)
- Maxi’s Lingerie Show (2005)
- Maxi’s Vegas Vacation (2005)
- Multi-O Maxi (2004)
- On Stage With Maxi (2003)
- Phone Sex With Maxi (2003)}